# Gravedona
Gravedona ed Unidi – miejscowość i gmina we Włoszech, w regionie Lombardia, w prowincji Como.
Według danych na rok 2004 gminę zamieszkiwało 2614 osób, 435,7 os./km².